# Gabriëlle Popken
Gabriëlle Johanna Francina (Gabriëlle) Popken (Geleen, 21 augustus 1983) is een Nederlandse voormalige politica. Zij zat eerder voor de Partij voor de Vrijheid zowel in de Eerste Kamer (2011-2017) als Tweede Kamer (2017-2020).

## Loopbaan
Popken was na haar studie rechten aan de Universiteit Maastricht werkzaam als bedrijfsjurist. Sinds 2009 was zij persoonlijk medewerker van Geert Wilders.
Bij de Eerste Kamerverkiezingen van 2011 werd Popken, die op de zevende plaats van de kandidatenlijst van de PVV stond, gekozen als lid van de Eerste Kamer. Zij werd geïnstalleerd op 7 juni 2011. Bij de Eerste Kamerverkiezingen van 2015 werd zij herkozen.
Van 8 september tot 29 december 2015 was Popken als Eerste Kamerlid met zwangerschaps- en bevallingsverlof; zij werd vervangen door Peter van Dijk. Ze was de eerste senator die gebruikmaakte van de in 2006 ingevoerde vervangingsregeling.
Bij de Tweede Kamerverkiezingen van 2017 werd Popken, die op de achttiende plaats van de kandidatenlijst van de PVV stond, gekozen als lid van de Tweede Kamer. In verband hiermee trad zij op 21 maart 2017 af als lid van de Eerste Kamer. Op 3 april 2018 ging zij met zwangerschaps- en bevallingsverlof t/m 20 juli 2018. Emiel van Dijk was in die periode haar vervanger. Uit onderzoek van NRC Handelsblad bleek dat zij in 2019 slechts drie woorden in debatten had uitgesproken. Per 1 september 2020 stopte ze om persoonlijke redenen per direct als Kamerlid. Ze werd vervangen door Sietse Fritsma. Ze werd medewerker van Europarlementariër Joachim Kuhs (AfD), vanaf oktober 2020 tot 2024.

## Persoonlijk
Popken heeft een relatie met Marcel de Graaff en is moeder van een tweeling.
De Graaff stapte als Europees Parlementslid over van de PVV naar FVD vanaf 2022. Popken is hem gevolgd in die verandering van politieke partij.